# Bical
Le bical est un cépage blanc originaire du Portugal essentiellement cultivé dans les vignobles produisant les vins classés en Denominação de Origem Controlada (DOC) de Dão et de Bairrada.

## Caractéristiques
Ce cépage donne des vins de bonne structure, possédant une longévité rare chez les blancs, avec une acidité servant de bon support aux arômes et à la structure complexe. 
Il dégage des notes minérales, de citron vert et de fleurs sylvestres. Il est le plus souvent utilisé pour élaborer des vins mousseux.

## Synonyme
Il est aussi nommé Borrado das Moscas.